# Antenna (schaaldieren)
De tweede antenne of antenna is het tweede aanhangsel van het kopsegment bij Crustacea (schaaldieren). De antenna gaat vooraf aan een reeks monddelen en volgt op de antennula.
Het is een gesegmenteerd aanhangsel dat bestaat uit een pedicel (steeltje, Latijn:pedunculus) van vijf segmenten en een flagel die uit een wisselend aantal segmenten kan zijn opgebouwd. Er is geen accessorische flagel aanwezig.
De tweede antenne heeft, net als de eerste, een sensorische functie.

Algemeen bouwplan van een vlokreeftje